# 池上彰の現代史講義
『池上彰の現代史講義』（いけがみあきらのげんだいしこうぎ）は、BSジャパンで2011年に放送された池上彰による教養番組である。

## 概要
池上彰は日本放送協会（NHK）の職員時代から、現代の最前線を取材し、放送でニュースキャスターなどとして伝えてきた。その経験を生かし、戦後の第二次世界大戦以後の日本と世界を最近のニュースと、自ら特任教授として教鞭をとっている信州大学本部キャンパスで行われた講義を交えながら展開するというテレビセミナーだった。全14回。東西冷戦やベルリンの壁などをテーマとしていた。

## 司会
- 講師：池上彰
- 助手：大江麻理子（ナレーションを務めたほか、当時の講義にも参加している）